# Dieylani
 (septembre 2016).
Si vous disposez d'ouvrages ou d'articles de référence ou si vous connaissez des sites web de qualité traitant du thème abordé ici, merci de compléter l'article en donnant les références utiles à sa vérifiabilité et en les liant à la section « Notes et références ».
Dieylani est un village agricole Diakhanké et d'enseignement coranique du département de Goudiry, commune de Dougué au Sénégal. Il se situe à 33 km au Sud de Goudiry. Il est longé par la rivière Goundoré, du Sud-Est au Nord-Ouest. Dieylani est entouré de marigots ce qui lui donne une position idéale pour l'agriculture et l'élevage. Il se situe à cheval entre Soutouta à 13 km au Sud et Dougué à 9 km au Nord sur la route Gourdiry - Dianké-Makan. Les villages de Niéri et de Bani Israël se situent à l'Ouest à 20 km tandis qu'à l'Est se trouve Kaparta.

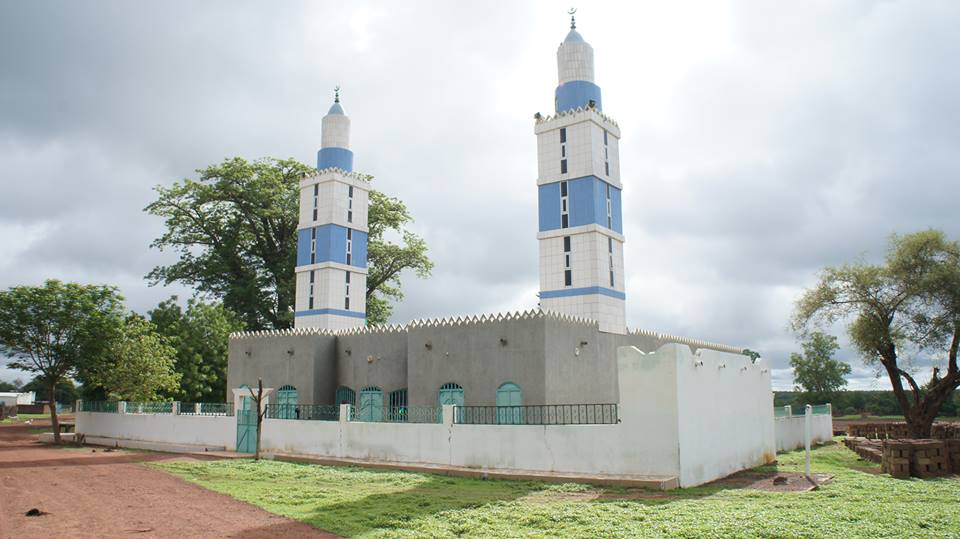
La mosquée de Dieylani est l'une des plus belles Mosquées du Boundou

## Histoire

### Création du village
Le village de Dieylani a été créé en 1896 par les frères Kaba Fodé Mouhamadou Al-Amine et Fodé Ahmadou avec leurs collaborateurs Koutalama, Koumanké Khonté et Djonkayna Touré. Les frères Kaba originaires de Dalla-Fing s'étaient d'abord installés à Madina-Kouta  anciennement connu sous Médina-Kodiolon. Face à l'injustice des éleveurs, ils ont rencontré des difficultés pour avoir de bonnes récoltes. C'est alors que Fodé Mouhamadou Al-Amine se rend en expéditions dans les forêts du Boundou à la recherche d'un lieu habitable. Il repéra un endroit non loin de Kaparta sur la rive droite de la rivière Goundori. Il envoie à son retour à Madina-Kouta ses collaborateurs pour lancer le débroussaillement du nouveau village. Ces derniers prirent une valée située non loin de Goundori pour la rivière et commencèrent le débroussaillement sur la rive droite de cette vallée. Dieylani se trouvera ainsi entre la vallée au Sud et la rivière à l'Est. Ils ont été rejoints par les Diaby et Dansokho de Madina-Kouta ainsi que les Touré. Le village de Dieylani compte aujourd'hui environ 1200 habitants (Décembre 2015) dont 95 % de Diakhanké et 5 % de Peul. En plus de la croissance rapide de sa population et de son développement social, le village de Dieylani se distingue par ses érudits respectés dans le Boundou et au-delà au Mali, en Guinée, en Gambie et dans le reste du Sénégal.

### La disparition précoce de Fodé Mouhamadou Al-Amine
Fodé Mouhamadou Al-Amine qui créa Dieylani, décéda au bout de deux ans après la fondation du village. Avant son décès, il s'est confié à son collaborateur Koumanké en lui demandant de ne céder à aucune demande des villages visant à les rejoindre ou à délocaliser Dieylani sous prétexte d'un mauvais sort qui verrait le décès précoce de son fondateur. Il savait qu'avec son frères, ils étaient convoités par ce qu'ils étaient des érudits de l'islam. Son frère étant affaibli par son décès, pourrait alors céder aux appels. Comme il le prédisait, après son décès les notables de Soutouta et autres villages environnants sont venus voir Fodé Ahmadou pour quitter ce village et les rejoindre. Fodé Ahmadou demanda alors l'avis de ses collaborateurs. Koumanké répondit en leur demandant de lui montrer un village où il n'y a pas de décès autrement il ne quitterait pour rien Dieylani. Le sort du village fut définitivement scellé, on ne parlera plus de déménagement. 
Quelques années après la fondation de Dieylani, les Sylla et Dibassy de Bany-Israel sont venus demander conseil et bénédiction à Fodé Ahmadou pour la création du village de Missirah. Il leur offrit sa bénédiction et les informe du déménagement futur de certains de ses enfants à Missirah[Laquelle ?]. Il en sera ainsi, après le décès de Fodé Ahmadou ses fils Mama Fodé et son frère Batou partirent de Dieylani avec toute leur famille pour aller s'installer à Missirah. Cette déchirure fut un coup dur pour le village car il voit s'éloigner des fils pleins de potentiel. Le village se reconstruit alors autour des fils de Fodé Mouhamadou Al-Amine et de leurs jeunes cousins.

### De la disparition de Fodé Ahmadou à nos jours
L'imam Youssouf et son jeune frère Mouhamadou Ghazaly jouèrent un rôle fondamental pour la survie du village. Ils devinrent deux figures emblématiques de Dieylani après leurs pères et oncle fondateurs. Malgré la colonisation française du Sénégal et donc du Boundou, le village de Dieylani a su garder son autonomie et échapper aux travaux forcés du colon français. Mouhamadou Ghazali est sans nul doute la figure de Dieylani qui a joui de la plus grande célébrité dans le Boundou-Woully.[réf. nécessaire] On retrouvera ses homonymes dans tous les villages et pratiquement dans toutes les familles. Il fut un proche collaborateur de Cheikh Ahmadou Bamba Ba fondateur du mouridisme. L'Imam Ghazaly a servi au tribunal départemental de Bakel en tant qu’aumônier sur l'autorisation de son grand frère. Après l'indépendance du Sénégal, l'imam Ghazali retourne définitivement à Dieylani pour y enseigner le Coran et la charia et devient l'Imam de la mosquée. Brillant intellectuel, il favorisa l'arrivée de l'école à Dieylani en 1966 malgré l'opposition de ses cousins et demi-frères. En effet Dieylani s'était opposé à l'enseignement de la langue française et de manière générale à tout contact avec l'administration coloniale. Les villageois craignaient une perte d'identité et un travestissement de la jeunesse. Il leur expliqua que le danger était plutôt l'ignorance. L'expérience lui a montré que c'est le manque de savoir qui pousse à l’extrémisme, au mépris de soi et au rejet de l'autre. À sa disparition en 1978, il avait déjà posé les jalons de ce qu'allait devenir le village de Dieylani: un village pionnier du Boundou malgré son jeune âge par rapport aux villages environnants anciens de plusieurs siècles.

## Dirigeants
Le village de Dieylani a été créé par la famille Diakhité Kaba qui le dirrige depuis sa création. 
- Fodé Mouhamadou Al-Amine Kaba (1896-1898)

Il est le fondateur et premier chef du Village. Sa tenure n'aura duré que deux ans
- Fodé Ahmadou Kaba (1898-1938)

Il succède à son frère à la suite du décès de ce dernier. Il est connu sous les appellations Marabout de Dieylani (Dieylani Moro) ou Thierno.
- Fodé Youssouf Kaba (1938-1952)

Youssouf Al-Imam Mayo est le fils aîné de Fodé Mouhamadou Al-Amine. Il a largement contribué au respect du village dans le royaume du Boundou puis par la suite dans le Sénégal indépendant. Il doit son titre d'Imam à son intransigeance avec la justice. Il a défendu son village de sorte qu'il ne soit ni oppresseur ni opprimé.
- Sékhou Kaba (1952-1968)

Bah Sékhou Kéba est le dirigeant le plus démocratique à Dieylani et cela lui vaut l'unique titre de chef de village (Douti ou Dougoutigui). En effet pendant sa tenure il délègue le poste d'imam à son jeune frère Mouhamadou Ghazaly, du jamais vu à Dieylani.
- Mouhamadou Ghazaly Kaba (1968-1978)

Dieylani doit beaucoup de son rayonnement actuel à Mouhamadou Ghazaly. Cinquième chef de la jeune histoire du village, il avait beaucoup voyagé dans la sous-région avant de s'y installer définitivement. Mouhamadou Ghazaly fut orphelin de père à un très jeune âge. Il fut élevé par son oncle et son grand frère Youssouf Kaba (L'Imam Mayo). Après ses débuts d'école coranique aux côtés de son oncle, il poursuivra ses études en actuelle Gambie.
- Bangaly Bintou Kaba (1978-1986)

Il est le fils ainé de l'Imam Mayo. Il dirigea le village de 1978 jusqu'à sa disparition en 1986. Durant ces années, il fit régner l'ordre à Dieylani.
- Sékhou Diam Kaba (1986-1988)

Sékhou Diam a succédé à son frère de 1986 à 1988 date de sa disparition. Amoureux du savoir, il fut un grand enseignant et accueillit des dizaines d'élèves.
- Fodé Kaba (1988-2006)

Kah Fodé ou Kéba est l'un des plus jeunes chefs de village à ses débuts. Il a pu compter sur les soutiens sans faille de son cousin El Hadji Bangaly et de Hamady Gassama. Dieylani connaîtra une grande expansion sous sa direction avec le retour de l'école française et l'encadrement de l'école arabe financée par les expatriés.
- El Hadji Bangaly Kaba Depuis 2006

El Hadji Cira Bangaly est l'actuel chef du village et Khalif général du Boundou. Il a marché sur les pas de son père Mouhamadou Ghazaly et au-delà. Cira Bangaly doit son prénom à son grand-père Fodé Mouhamadou Al-Amine. Fin connaisseur de la charia, il a voyagé dans toute l'Afrique de l'Ouest avec de longs séjours en Côte d'Ivoire et en Sierra Leone. El Hadji Bangaly a accompli son premier pèlerinage à la Mecque en compagnie de son père.

## Activités

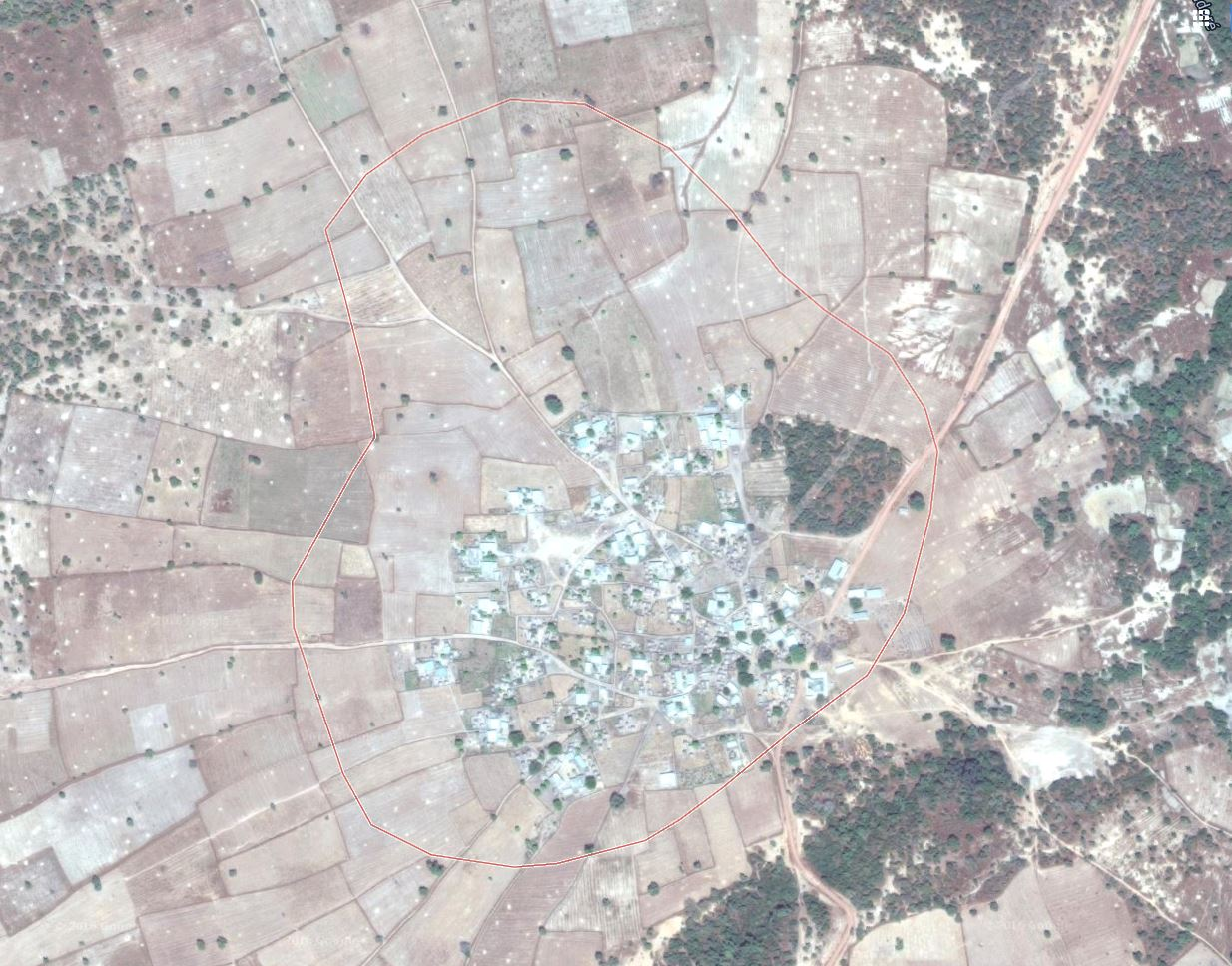
Vue satellite du village de Dieylani, un paysage dominé par des champs agricoles.

### Agriculture
Dieylani est avant tout d'abord un village agricole et d'enseignement religieux. La principale production agricole concerne des cultures vivrières (mil, petit mil, sorgho, maïs, potiron, manioc) et des légumes. Les cultures commerciales comme le coton et l'arachide occupe un second plan. 

### Enseignement coranique
L'enseignement coranique est l'un des facteurs essentiels du peuplement de Dieylani. Ismaîla Savané communément appelé Bassoumaîla a marqué de son empreinte l'enseignement du Coran et de la langue arabe à Dieylani. Cela se sent encore aujourd'hui dans la prononciation de certaines lettres par les vieux du village. Bassoumaîla qui était un enseignant a fini par définitivement s'installer à Dieylani. Il a largement contribué à la formation de brillants intellectuels à Dieylani en l’occurrence Mouhamadou Ghazaly et Fodé Mouhamadou Ciré connu sous l'appellation Batonning. Mouhamadou Ciré et Mouhamadou Ghazaly sont respectivement le caîman noir et blanc de Dieylani. Ce sont les ouléma incontestés du Boundou de leur époque.

### Élevage
L'élevage à Dieylani est destiné à l'amélioration de l'agriculture. Les bœufs et les chevaux servent de moyen de traction des charrues, semoirs et houes. On se sert aussi des chevaux et des ânes pour le transport de personnes et de marchandises par charrette.  

## Vie Associative

### Association des Ressortissants de Dieylani (ARDI)[10]
L'ARDI est une association qui regroupe tous les ressortissants de Dieylani en France. Elle a pour but de soutenir ses membres en difficultés et réaliser des projets d'intérêt commun au village.

### Association des Jeunes de Dieylani (AJD)[11]
L'AJD fût créée en Janvier 2016 pour favoriser l'intégration des jeunes de Dieylani en France.

### Association Sportive et Culturelle de Dieylani (ASC)
L'ASC de Dieylani s'occupe aujourd'hui de plusieurs aspects de la gestion du village. Elle organise chaque année les 72 Heures de Dieylani, un événement socio-culturel et sportif. L'ASC organise aussi une journée de reboisement chaque hivernage à Dieylani. La journée du Reboisement de Dieylani a  rejoint la Journée du Reboisement du Boundou en août 2019 avec la création de la Fédération des Associations du Boundou et l'adhésion de plusieurs villages du département de Goudiry.